# Чистими руками (фільм)

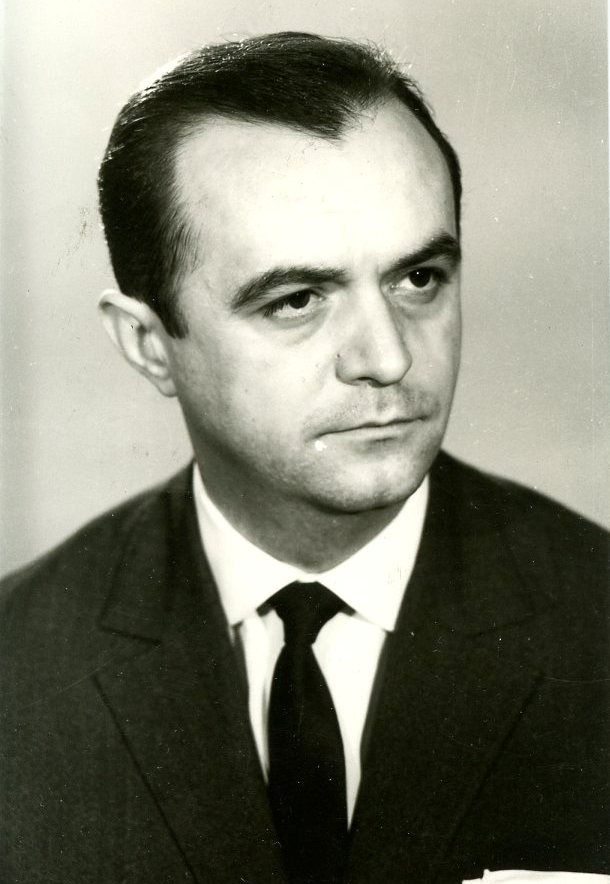
Титус Попович, сценарист

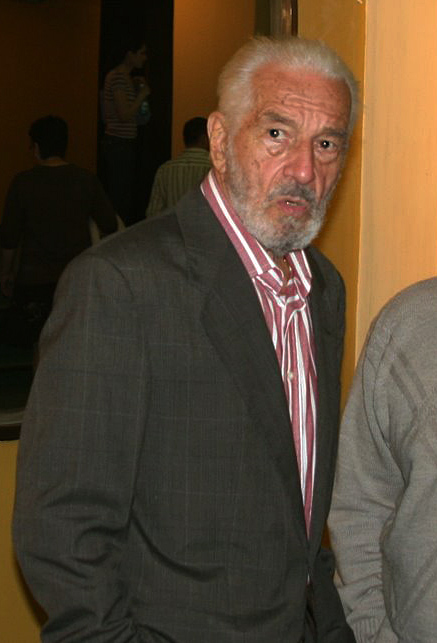
Серджіу Ніколаеску, режисер

«Чистими руками» (рум. Cu mâinile curate; в міжнародному прокаті — «With Clean Hands») — детективний фільм режисера Серджіу Ніколаеску, знятий на замовлення Міністерства внутрішніх справ Румунії. Прем'єра фільму відбулася 30 жовтня 1972, глядацька аудиторія в Румунії перевищила 7 млн глядачів. У світовий прокат картина вийшла в 1974.

## Сюжет
Дія розгортається у квітні 1945 в післявоєнній Румунії. В умовах загальної розрухи і бідності мало хто може дозволити собі жити в розкоші. Розгул злочинності досягає величезного розмаху. Бандити серед білого дня нападають на ювелірів і інкасаторів, використовуючи автоматичну зброю і навіть бронетехніку. Зголоднілі городяни готові підтримати будь-кого, хто надасть їм одяг і їжу. Комуністи, що масово конфіскують майно під приводом націоналізації, виглядають так само не в найкращому світлі.
Під час невдалої зустрічі з інформатором, після довгої перестрілки і погоні, під колесами локомотива гине комісар поліції Бухареста. Не так давно виписаний із госпіталю фронтовик Міхай Роман отримує наказ від голови місцевого комітету комуністичної партії Румунії прибути в префектуру Бухареста і прийняти командування об'єднаними поліцейськими силами міста. На спроби відмови Романа, який заявляє, що нічого не розуміє в кримінальному розшуку і взагалі в боротьбі зі злочинністю, його однопартієць категорично йому заперечує тим, що це фактично другий фронт, фронт боротьби з бандитизмом.
У комісаріаті Роман, який до війни довгий час перебував у в'язницях колабораціоністської влади, зустрічає свого колишнього мучителя Штефана Патулю. Колишній співробітник префектури, який чотири доби поспіль бив Романа просто так, для проформи, тепер, за іронією долі, виявився його підлеглим. За словами Романа, він не тримає зла на Патулю, вважаючи, що той теж виконував свій обов'язок, але й прощати ці звірства не має наміру. Привівши Романа на стрільбище, Патуля знайомить його з керівником бригади префектури Бухареста по боротьбі з грабіжниками Тудором Мікловану. Міклован і Патуля якраз уклали парі, яка ручна зброя краща, револьвер «Сміт-Вессон» 10-ї моделі в руках Міклован або поліцейський пістолет «Вальтер» у руках Патулі. У результаті Міклован програє Патуле 0,2 секунди і пропонує новому шефу поліції Роману повправлятися у стрільбі. Стріляючи з десяти метрів, Роман не влучає в мішень і відразу збиває сигнальне табло.
Комісар Міхай Роман і призначений до нього помічником Тудор Міклован вступають в бій зі злочинністю. Однак Роман, який має за плечима фронтовий досвід і в поліцію потрапив недавно, є прихильником правових методів в роботі. Міклован, який вже багато років служить у поліції, не має бойового досвіду, але досвіду оперативної роботи йому не позичати. Він знає всіх злочинців Бухареста в обличчя і поіменно, аж до найдрібніших деталей їхніх біографій. Ці та інші відмінності в підсумку доводять їх до бійки прямо в кабінеті в поліцейському управлінні після того, як Міклован знищив злочинця Бучурлігу, руками свого безпосереднього начальника Романа (той застрелив Бучурлігу, побачивши пістолет в його руці, але не знаючи, що він завбачливо розряджений Мікловану, чого не знав і сам покійний Бучурліге). Після бійки вони знову об'єднуються до боротьби проти спільного ворога — злочинності.

## У ролях
- Іларіон Чобану — Міхай Роман, новий комісар поліції Бухареста
- Серджіу Ніколаеску — Тудор Міклован, керівник бригади префектури по боротьбі з грабіжниками
- Александру Добреску — Штефан Патуля, корумпований співробітник префектури
- Себастьян Папаяні — Оарке, невеликий кишеньковий злодій, що допомагає поліції
- Ніта Анастасо — Алекса, особистий водій Романа
- Джордже Костянтин — Семака, антиквар, негласний лідер злочинного світу
- Штефан Михайлеску-Брайля — Бучурліге, безжалісний убивця і грабіжник, головний конкурент Семаки
- Штеліан Кременчіч — Скорцея, колишній колабораціоніст, лідер румунсько-фашистських недобитків
- Жан Лорін Флореску — Плеарке, вбивця, один з босів злочинного світу
- Корнеліу Гірбеа — Бурдужел, авантюрист, один з босів злочинного світу
- Георгіу Дініке — Ласкаріке, власник похоронного бюро, психопатичний вбивця
- Мірча Паску — Паску, дрібний шахрай, підручний Бучурлігі
- Флорін Скарлатеску — Лемберг, власник ювелірного магазину, постачальник румунського королівського двору